# Crinum majakallense
Crinum majakallense är en amaryllisväxtart som beskrevs av John Gilbert Baker. Crinum majakallense ingår i släktet Crinum, och familjen amaryllisväxter. Inga underarter finns listade i Catalogue of Life.